# Nils Beckman (professor)

Nils Beckman på en gravyr av H.I. Schellenberger.

Nils (eller Nicolaus) Beckman, född 1634i Heide i Dithmarschen, död 1689, var en tysk-svensk jurist, professor och nidskrivare.
Beckman förvärvade juris doktorsgrad i Orléans 1666 och erhöll genom rekommendation av riksmarsken Gabriel Oxenstierna, för vilkens son han varit informator i Königsberg, 1667 en professur i romersk rätt vid det nyupprättade universitetet i Lund. Under hösten 1668 fungerade han även som rektor för universitetet. Hans juridiska lärdomsmeriter var synnerligen klena. Beckman gjorde sig under sin tid i Lund ryktbar genom intriger och nidskrifter mot sin kollega, Samuel von Pufendorf, som han beskyllde för kätteri och ateism. År 1673 tvingades Beckman till följd av detta fly till Danmark, där han fortsatte sina nidskriverier; 1675 blev han av svenska regeringen förklarad ärelös och landsförvisad. Efter att en tid ha fört ett kringirrande liv i Tyskland, övergick han till katolicismen och blev föreståndare för S:t Mikaels kloster vid Bamberg.